# Refúgio de Vida Silvestre Quelônios do Araguaia
Refúgio de Vida Silvestre Quelônios do Araguaia é uma unidade de conservação do tipo Refúgio de Vida Silvestre (REVIS) de proteção Integral criado em 2001 com uma área de 60.000 ha abrangendo quatro municípios brasileiros do estado do Mato Grosso: Canarana, Cocalinho, Ribeirão Cascalheira e Nova Nazaré.
Sua fauna inclui tracajá, botos e as ariranhas, além é claro das tartarugas que lá se reproduzem. Quanto à vegetação, a maior parte da área é de cerrado, porém, algumas regiões apresentam características diversas em função das condições físicas diversas. Conta também com grandes matas de galeria inundáveis.
As principais ameaças à área são o desmatamento e os focos de calor.